# Estron-3-methylether
Estron-3-methylether ist eine chemische Verbindung aus der Gruppe der Steroide.

## Gewinnung und Darstellung
Es sind mehrere Synthesen von Estron-3-methylether bekannt.

## Eigenschaften
Estron-3-methylether ist ein weißes bis gelbliches, kristallines Pulver, das praktisch unlöslich in Wasser ist.

## Verwendung
Estron-3-methylether wird als Zwischenprodukt zur Herstellung von anderen chemischen Verbindungen (zum Beispiel Mestranol, Norethisteron und Norethynodrel) verwendet.

## Externe Links zu erwähnten Verbindungen
1. ↑  Externe Identifikatoren von bzw. Datenbank-Links zu (±)-Estron-3-methylether:  CAS-Nr.: 1091-94-7, Wikidata: Q131388867.
2. ↑  Externe Identifikatoren von bzw. Datenbank-Links zu (−)-Estron-3-methylether:  CAS-Nr.: 14088-31-4, PubChem: 736281, ChemSpider: 643411, Wikidata: Q27265763.